# Kulörthet

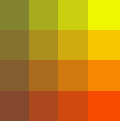
Här ökar kulörtheten från vänster till höger

Kulörthet är i Natural Color System (NCS) färgens grad av "styrka" eller "intensitet". Den betecknas där med c och anges med ett tvåsiffrigt tal som motsvarar graden av visuell likhet med den starkast tänkbara färgen i samma kulörton. c=99 anger alltså en i det närmaste maximal färg medan c=05 är en färg som ligger nära gråskalan. Kulörthetsbeteckningen säger ingenting om ifall färgen är ljus eller mörk, och inte heller vilken kulörton (gul, röd, blå etc.) som den har. I andra färgsystem kallas motsvarande egenskap färgstyrka eller (i det amerikanska Munsell-systemet) chroma.